# IFrance
iFrance était l'un des précurseurs de l'hébergement internet en France. Avec d'autres portails tels que iBelgique, iSuisse, iQuebec, iEspana et iItalia, il s'était internationalisé et formait un ensemble baptisé iEuropa.

## Historique
À l'instar de Mygale.org devenu Multimania, iFrance a été créé en 1996, par Marc Simoncini et Thierry de Passemar, à la suite de la transformation de l’hébergeur "le village" et visait l'hébergement gratuit de pages web personnelles ainsi que d'adresses e-mail, puis de blogs. 
Durant la bulle Internet, le site est racheté par Vivendi en mai 2000 pour 45 millions d'euros en cash et 1 000 000 d'actions Vivendi, puis par le groupe ACC en 2004. En 2005, l'entreprise se réorganise, se renomme iEuropa et lance de nouveaux portails dont iFrancePro, hébergeur payant. 
Au summum de son succès en 2008, iFrance hébergeait plus de 3 millions d'adresses e-mails et de site web, et plus de 50 000 blogs. Dans l'incapacité de s'auto-financer (essentiellement par la publicité) en 2009, l'ensemble des services commença à péricliter, avec 3 millions d'euros de perte nette. 
Depuis décembre 2009, le site iFrance et ses autres versions nationales ne sont plus mises à jour. iEuropa semble, alors, se consacrer à son projet de portail communautaire multi-services baptisé Idoo. 
En juillet 2011, l'entreprise est rachetée par la société Digitalvox. À la suite d'un litige qui la lie à son hébergeur (Neva Telecom), tous les sites dont iFrance Pro, iEuropa et Idoo deviennent inaccessibles.[réf. souhaitée]
À partir du 18 septembre 2011, le site iEuropa présente une nouvelle page d'accueil annonçant le retour progressif des services.
En novembre 2011, Sylvain Kerviel, directeur de Digitalvox, indique que la société serait la victime d'une tentative d'escroquerie de la part de Neva Telecom, dirigée par Sylvain Dupont, prestataire d'hébergement d'iEuropa, et que les administrateurs n'auraient plus d'accès aux serveurs.
En décembre 2011, un compte à rebours sur la page d'accueil indique le lancement d'une nouvelle version d'ifrance.com le 25 décembre à minuit[réf. nécessaire].
Le 2 mars 2013, le site est toujours « en cours de refonte » en attente de la restitution des serveurs pour récupérer les données.
En avril 2013, les noms de domaine www.ifrance.com, www.iquebec.com; www.isuisse.com et www.ibelgique.com ne référencent plus aucune adresse IP et les comptes iFrance ne sont pas disponibles sur iEuropa.
Les serveurs sont définitivement arrêtés en 2013.

## Anciens logos